# Archiv für katholisches Kirchenrecht
Das Archiv für katholisches Kirchenrecht (AfkKR) ist die weltweit älteste noch erscheinende kirchenrechtliche Fachzeitschrift. Sie enthält in jeweils halbjährlich erscheinenden Bänden kirchenrechtliche, kirchenrechtsgeschichtliche und staatskirchenrechtliche Beiträge, eine kirchliche Chronik, eine Dokumentation kirchlicher und kirchlich relevanter staatlicher Erlasse sowie ein umfangreiches Verzeichnis von aktuellen kanonistischen Veröffentlichungen. Erstmals erschien die Zeitschrift im Jahr 1856 in Innsbruck, danach von 1862 bis 1998 im Verlag Kirchheim + Co GmbH, Mainz, und seit 1999 im Verlag Ferdinand Schöningh, Paderborn. 
Die Herausgeberschaft der Zeitschrift liegt seit 1960 bei den im aktiven Dienst stehenden Professoren des Kanonistischen Instituts der Universität München, das am 1. Juli 2001 in „Klaus-Mörsdorf-Studium für Kanonistik“ umbenannt wurde. Bislang waren in München als Herausgeber tätig Klaus Mörsdorf (†) (unter Mitwirkung von Karl Weinzierl (†), Audomar Scheuermann (†), Heribert Schmitz (†), Walter Doskocil (†)), Winfried Aymans (unter Mitwirkung von Heribert Schmitz, Richard Adolf Strigl (†) und Karl-Theodor Geringer) und Stephan Haering OSB (†) (unter Mitwirkung von Elmar Güthoff, Helmuth Pree).
Gegenwärtig wird das Archiv für katholisches Kirchenrecht herausgegeben von Prof. Martin Rehak (unter Mitwirkung seiner Kollegen Elmar Güthoff und Burkhard Josef Berkmann). 
Im Jahr 1993 wurde die Zeitschrift aufgrund ihrer Kontinuität, Reichhaltigkeit an Beiträgen und Bemühung um ständiges kulturelles »aggiornamento« in der Veröffentlichung hauptsächlich kanonistischer Schriften mit dem Premio »Arturo Carlo Jemolo« ausgezeichnet.